# Contea di Hickman (Tennessee)
La contea di Hickman in inglese Hickman County è una contea dello Stato del Tennessee, negli Stati Uniti. La popolazione al censimento del 2000 era di 22 295 abitanti. Il capoluogo di contea è Centerville.